# Frank Albertson
Francis Healey Albertson (ur. 2 lutego 1909 w Fergus Falls, zm. 29 lutego 1964 w Santa Monica) – amerykański aktor.
8 lutego 1960 otrzymał własną gwiazdę w Alei Gwiazd w Los Angeles znajdującą się przy 6754 Hollywood Boulevard.

## Życiorys
Urodził się w Fergus Falls w Minnesota jako syn Mary Healey Albertson i Franka Byrona Albertsona. Swoje dzieciństwo spędził najpierw w pobliskim Frazee, a także w Puyallup w stanie  Waszyngton. Po raz pierwszy zainteresował się biznesem rozrywkowym, kiedy w 1922 zaczął pracować jako rekwizytor. 
Debiutował na ekranie w wieku czternastu lat w niemym westernie Karawana (1923). Wystąpił w komedii Córka farmera (The Farmer’s Daughter, 1928) w roli Allana Boardmana Jr., dramacie Johna Forda Salute (1929) jako kadet Albert Edward Price z Helen Chandler i dramacie Pre-Code Hollywood Johna Forda Mężczyźni bez kobiet (Men Without Women, 1930) w roli chorążego Alberta Edwarda Price’a. Po występie w kilku kolejnych filmach, zrobił sobie od nich przerwę, aby służyć w United States Army Air Forces w Pierwszej Jednostce Filmowej Sił Powietrznych Armii, kręcącej filmy szkoleniowe podczas II wojny światowej. 
Po wojnie powrócił do kariery aktorskiej. W latach 1923–1964 grał w filmach i telewizji. Na początku swojej kariery często śpiewał i tańczył w takich filmach jak komedia muzyczna Davida Butlera Małżeństwo przyszłości (Just Imagine, 1930) w roli RT-42 czy ekranizacja powieści Marka Twaina A Connecticut Yankee (1955). W melodramacie George’a Stevensa Mam 19 lat (Alice Adams, 1935) na podstawie powieści Bootha Tarkingtona zagrał postać Waltera Adamsa, brata tytułowej bohaterki (Katharine Hepburn). W 1936 zadebiutował na Broadwayu w roli Billy’ego Randolpha w komedii Brat Szczur. W komedii Panika w hotelu (Room Service, 1938) pojawił się jako młody autor sztuki Leo Davis. Grał u boku braci Marx. W dramacie fantasyTo wspaniałe życie (It’s a Wonderful Life, 1946) wcielił się w rolę Sama Wainwrighta, biznesmena lubiącego mówić „Hee-Haw”. Zagrał zamożnego Toma Cassidy’ego, który flirtował z Marion Crane (Janet Leigh) w biurze nieruchomości w kultowym dreszczowcu Alfreda Hitchcocka Psychoza (1960). W musicalu George’a Sidneya Bye Bye Birdie (1963) wystąpił w roli Sama, oszołomionego burmistrza miasta Sweet Apple w stanie Ohio.
Był dwukrotnie żonaty. 7 marca 1931 zawarł związek małżeński z Virginią Shelley. Mieli dwójkę dzieci. 18 maja 1943 rozwiedli się. 29 maja 1943 ożenił się z Grace Gillern. Mieli troje dzieci i byli małżeństwem aż do jego śmierci we śnie w wieku 55 lat.

## Filmografia (wybór)
- 1923: Karawana
- 1931: Jankes na dworze króla Artura jako Clarence
- 1934: Ostatni dżentelmen jako Allan
- 1935: Burzliwa młodość jako Arthur Miller
- 1936: Jestem niewinny jako Charlie
- 1938: Panika w hotelu jako Leo Davis
- 1938: Wiosenne szaleństwo jako Hat Hatton
- 1938: Chwila pokusy jako Benny Collins
- 1940: Kiedy jechali Daltonowie jako Emmett Dalton
- 1946: To wspaniałe życie jako Sam Wainwright
- 1947: Handlarze jako Max Herman
- 1957: O zmierzchu jako Doktor Edward Gurston
- 1959-60: Poszukiwany: żywy lub martwy (serial) jako George Elkins / Szeryf Mike Strata
- 1960: Psychoza jako Tom Cassidy
- 1960: Nietykalni jako Jason MacIntyre
- 1963: Spotkanie z Alfredem Hitchcockiem jako konstabl Tom Batterman
- 1963: Bonanza jako Sam Walker